# Podostrog
Podostrog (cyr. Подострог) – wieś w Czarnogórze, w gminie Budva. W 2011 roku liczyła 688 mieszkańców.